# كلو ميريك ريد
كلو ميريك ريد (بالإنجليزية: Chloe Merrick Reed)‏ هي مُدرسة أمريكية، ولدت في 1832، وتوفيت في 1897.